# آيت عبد الويرات (سيدي احساين)
آيت عبد الويرات هي إحدى مشيخات المملكة المغربية، تتبع جغرافيا لإقليم تارودانت وإداريًا لسيدي احساين. يقدر عدد سكانها بـ 1744 نسمة حسب الإحصاء الرسمي للسكان والسكنى لسنة 2004.